# Большой квадрат

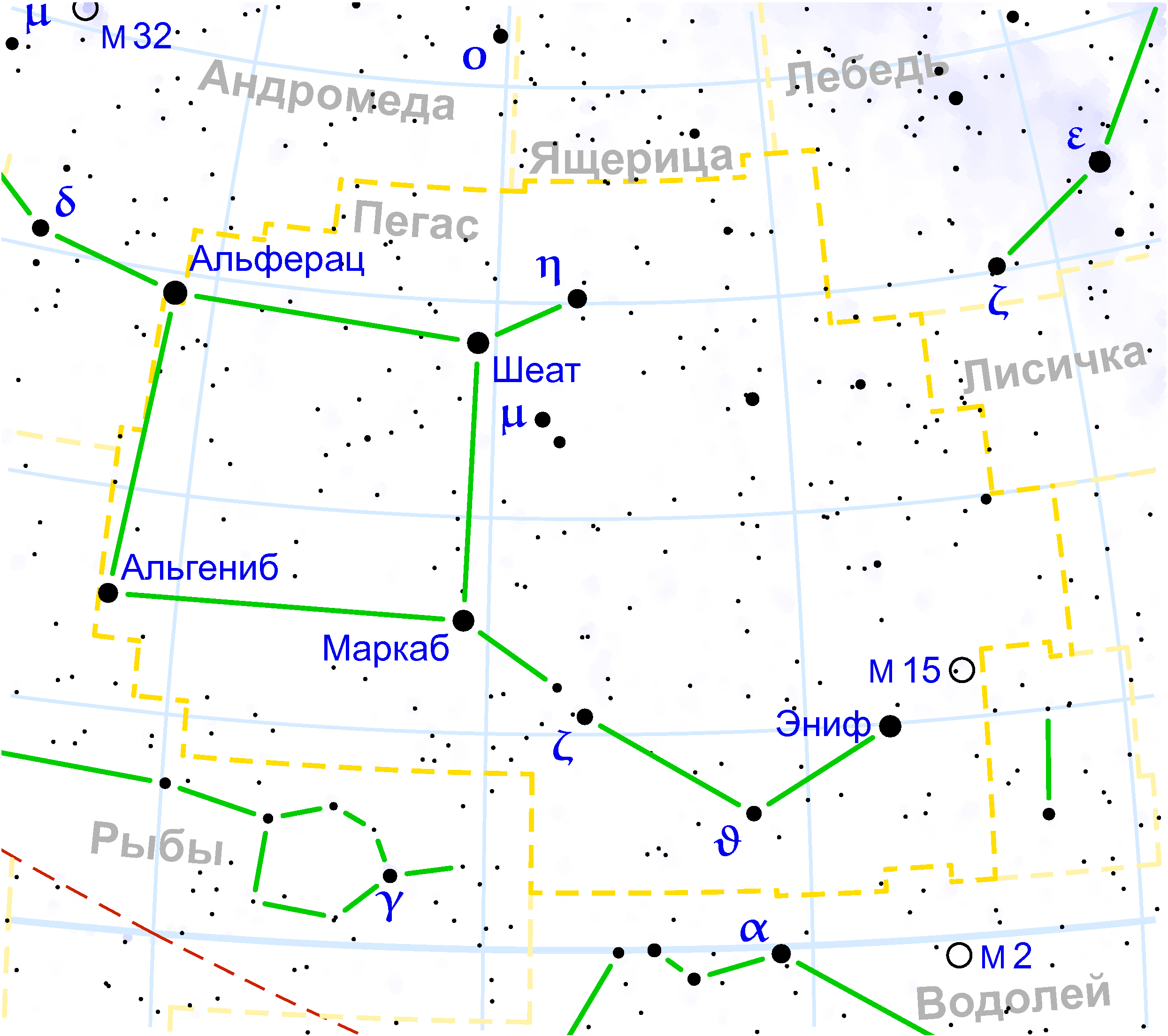
Большой квадрат

Большой квадрат — астеризм; лучшее время для наблюдения — осень. Включает три звезды созвездия Пегас и одну — созвездия Андромеда, расположенных по углам воображаемого квадрата: Шеат (β Пегаса), Маркаб (α Пегаса), Альгениб (γ Пегаса) и Альферац (α Андромеды). Астеризм лежит приблизительно на 20° севернее небесного экватора.
Альтернативное название — Большой квадрат Пегаса, связано с тем, что в прошлом звезда Альферац считалась принадлежащей созвездию Пегас (δ Пегаса).